# ولهانة (اسم)
وَلهَانة هو اسم علم مؤنث من أصل عربي، ومعناه هو الحامدة.

## وصلات خارجية
- موسوعة السلطان قابوس لأسماء العرب